# アン・クレシーニ
アン・クレシーニ（英語: Anne Larson Crescini、1974年5月21日 - ）は、日本の言語学者（海外語学研修・言語学）。学位は応用言語学修士（オールド・ドミニオン大学・2002年）。北九州市立大学基盤教育センターひびきの分室准教授。
作家、コラムニスト、ブロガー、コメンテーター、YouTuber、むなかた応援大使、三児の母。
合言葉は「日本が好きすぎて、たまらん」
2023年11月21日　日本国籍取得。
業務提携事務所はハブ・マーシー

## 来歴・人物

### 来歴

#### 生い立ち
1974年5月21日、アメリカ合衆国のバージニア州、ウィズビル(Wytheville)で生まれた。父は社会学を教える教授。母はフランス語教師。高校時代の夢はバスケットボールの選手だった。
バスケットがもっとうまくなりたいと、数ヶ月で20キロの減量に成功したものの、以降25年間、摂食障害で苦しむことになる。

#### 学生時代
バージニア州フレデリックスバーグ市に所在するメアリー・ワシントン大学に進学し、宗教哲学を学んだ。都会での生活に慣れないまま、1996年にメアリー・ワシントン大学を卒業。
大学卒業後はボストンにある神学校に進学。在学中、イリノイ州で開催されたキリスト教のカンファレンスに参加し、そこで出会った男性と婚約するが、婚約者は外国語青年招致事業に参画するため日本に赴任することになった。そのため、1997年9月、婚約者とともに日本に渡った。
初来日時代のエピソードとして、和式トイレの使い方を一年間知らないまま過ごし、「どうしてトイレットペーパーが、私の後ろにあるのだろう？」と、ずっと疑問に思い続けていた。

#### 初来日 - 結婚
婚約者と翌年結婚し、兵庫県神戸市の１Kアパートで新婚生活をスタートさせた。日本の習慣や食文化に馴染めず、布団の中で泣き暮らす日々であった。
引越し時、日本人らしく挨拶しようと洗剤を買い込み、「つまらないものですが」いう文章を一生懸命、練習した。しかし、ドアをノックすると、中から「だれですか？」言われ、想定外の質問に慌ててしまう。「隣に住む者です」いう日本語が分からず、返答に窮して思わず「ガイジンです」と答えてしまったという逸話がある

#### 帰国 - 大学院入学
日本での生活に馴染めないまま、2000年に帰国。
帰国後、近所の日本人留学生と親しくなり、カラオケで日本の歌を教えられ、日本語に興味を深めるようになる。同時に言葉教えることの喜びに目覚め、バージニア州、ノーフォーク市に所在するオールド・ドミニオン大学の大学院に進学し、応用言語学を学んだ。2002年、オールド・ドミニオン大学における大学院の修士課程を修了した。それに伴い、応用言語学修士の学位を取得した。

#### 再来日 - 言語学者として
その後、再び日本に渡り、オールド・ドミニオン大学の姉妹校である北九州市立大学に採用され、2003年から2008年にかけて国際環境工学部の語学教師を務めた。2005年、日本語能力試験1級に合格。なお、北九州市立大学は2005年に公立大学法人化されることになり、従前の設置者である北九州市から、大学と同名の公立大学法人に移管されているが、その間も引き続き語学教師の職にとどまった。2008年、北九州市立大学の基盤教育センターにて、ひびきの分室の講師に就任した。基盤教育センターのひびきの分室においては、主として国際環境工学部に対する基礎教育を担当した。その後、北九州市立大学の基盤教育センターにて、ひびきの分室の准教授に就任した。基盤教育センターにおいては、引き続き国際環境工学部に対する基礎教育を担当した。

#### 宗像へ移住 - 親友との出会い
2014年3月、約10年住んだ北九州市から宗像市へ移住した。同年、永住権を取得。「世界で一番素敵なところ」と公言するほど、宗像での生活を心から楽しむようになる。さらに、日本人の親友と出会い、「キリスト教を信じているアメリカの田舎者」と「仏教を信じている京都人」との国境を越えた友情が育まれることになる。その親友から日本語でブログを書いて欲しいと懇願され、2017年6月、バイリンガルブログ「アンちゃんから見るニッポン」を開設。「外人ヤンキー准教授のバイリンガルブロガー」として、注目を浴びる。さらに、経済評論家の勝間和代が当該ブログをシェアしたことで、人気に拍車がかかった。
2019年1月、「むなかた応援大使」に就任。

### 人物
大学生の頃は日本に関心がなく、日本については「全然知らなかった」という。ただ、自身の父が日本車に乗っていたため、日本に対する唯一の印象は「全然故障しないイメージ」だった。その後、福岡県宗像市での生活が長くなるにつれ、「世界観」という独自の切り口で、改めて日本人の行動を深く理解するようになり、摂食障害の克服等、自分の身に様々な変化が現れるようになる。「刹那的」といった抽象的概念を用いて、極めて高度な内容を日本語で話すようになったが、共通語ではなく宗像弁で話す。

## 略歴
- 1974年 - バージニア州にて誕生[4]。
- 1996年 - メアリー・ワシントン大学卒業[9]。
- 2002年 - オールド・ドミニオン大学大学院修了[9]。
- 2003年 - 北九州市立大学国際環境工学部語学教師[9]。
- 2008年 - 北九州市立大学基盤教育センターひびきの分室講師[9]。
- 2013年−現在　同　准教授[9]

## 研究
専門は言語学であり、特に和製英語に着目した研究に従事していた。2018年には「TEDxFukuoka」に登壇した。
なお、和製英語の定義は論者によって揺れがあると指摘している。具体的には、「アルバイト」のようにそもそも英語ですらない外来語を和製英語と称したり、「チャック」のように日本語から生まれた単語まで和製英語と称するなど、何でもかんでも一緒くたに和製英語として論じている執筆者がいると指摘したうえで、「私はそういう単語は和製英語だと思っていない」としている。

## 人物を知るためのキーワード

### 日本語
「日本語を話している時の方が、私の個性が出るからハッピー」と言うほどの日本語愛好家。「いただきます」をはじめ、「行ってきます」や「ただいま」等、日本語は「祈りと感謝の言葉」にあふれた美しい言語であると説く。中でも、「日本語の響きが好き」で
「大盤振る舞い（おおばんぶるまい）」、「散りばめられる（ちりばめられる）」、「夏期休暇（かききゅうか）」、「魑魅魍魎（ちみもうりょう）」、「菅官房長官（すがかんぼうちょうかん）」等、お気に入りの日本語が多数ある。

### 和製英語
大学講師時代からの研究テーマのひとつである「和製英語」とは、「英語っぽく作られている日本語の単語」のことである。 和製英語が生まれる背景については、「カタカナの存在」が大きいという。「日本語には外国語をカタカナ表記する習慣があって、単語同士をくっつけたり創造したり、略語にしたりする土壌」があるため、「パソコン」といった和製英語が出来やすい。
和製英語の研究を始めたきっかけとしては、友人が発した「パイプカット」という言葉があり、「その瞬間、和製英語と恋に落ちた」という経緯がある。
和製英語は「英語ではなく日本語」であるため、海外で使うと「言いたいことが伝わらない可能性」が高い。従って「外来語（カタカナ用語）と和製英語を区別ができるようになることはとても大事」と主張する。
また、英語話者にも「何となく分かる和製英語」として、「ベビーベッド」や「ベビーカー」を挙げている。正しくは英語で、ベビーベッドは“crib”、ベビーカーは“stroller”であるが、和製英語の方がむしろ分かりやすく、「クリエイティブな単語」であると指摘する。
一方で、「同じ単語なのに、本来の英語の意味とは違うタイプの和製英語」については、注意を促している。代表的な例としては、「アグレッシブ」と「ナイーブ」がある。日本人はアグレッシブを「活発」の意味で使うが、本来の意味は『攻撃的』であり、また、ナイーブは「繊細」ではなく、『物知らず』という意味をもつ。

### 世界観
2018年1月に登壇したTED×Fukuokaでのプレゼンテーションの主題である。異文化のみならず、夫や妻など、他者とわかり合うためには、「世界観」の理解が不可欠であると説く。世界観とは「この世をどう見ているのか」を意味し、「人間の考え方、生き方、人間関係、モラル、育児など、全部、世界観に影響を受けている」と言う。
「日本では食べる前に『いただきます』と言う」「日本では赤ちゃんと『添い寝』をする」といった事柄＜whatの部分＞は「文化」であり、「どうしていただきますというのか？」「どうして添い寝をするのか？」という＜whyの部分＞こそが、「世界観」である。
「世界観」は、食についての考え方にも現れるという。日本文化に深く根付いている神道では、「命は全部同じ価値がある」と考えられている。したがって、「食べ物を残さず食べなさい」という発言の拠り所になっているのは、「命を犠牲にしてくれた動物や野菜を無駄にしてしまってはならない」という思想である。
言語と文化を勉強するだけでなく、「相手の言語の世界観を理解しないとその言葉の意味は100％理解できない」とし、表面的な理解だけでは、他者のもつ文化を「バカにした」り、「無意識でからかった」りすることにつながると警鐘を鳴らす。相手の世界観を理解すればするほど、「違う目線で見ること」ができ、「人生は豊かになる」と力説する。

### 味噌
高校時代に過度なダイエットをしたことにより摂食障害を発症し、大学一年の時には、「潰瘍性大腸炎」と診断される。摂食障害については、大学時代に一旦、回復の兆しが見られたものの、出産、育児を経て再発した。「食べ物は敵」という考えが抜けず、体調がすぐれない日々を送る中、親友の勧めで日本食を一緒に作るようになり、「食べ物との関係が変わった」という。食べ物を大事にする日本の食文化に影響を受け、大嫌いだった魚を含めて何でもたべられるようになり、25年間闘病してきた摂食障害をついに克服するに至る。今では「食べ物に二度と支配されない」と思えるまでに回復した。
自らの食生活の軸を日本食へ移行させる過程で、中心的な役割を果たしたのが「味噌」であった。偏食がちで、大腸に持病があることから、味噌を自らの手で作ってみることを親友から提案される。味噌を手作りすることにより、自分の手の常在菌が材料に混ざり、自分の体に合った味噌を摂取することができるようになった。その結果、長年患ってきた「潰瘍性大腸炎」の症状が軽減し、健康状態が目に見えて回復したという経験をもつ。

## メディア活動

### 出演番組
- めんたいワイド（福岡放送、準レギュラーコメンテーター[37]）
- 福岡NEWSファイル CUBE（テレビ西日本、レギュラーコメンテーター[38]）
- 好きっちゃ北九州[39]（TVQ九州放送、不定期出演）- レポーター
- ワタシが日本に住む理由[3]（BSテレビ東京、2018年4月16日放送）
- 5時に夢中（TOKYO MX、不定期出演）
- コトノハ図鑑（毎日放送、2019年7月7日放送）
- メイドインジャパン[40]（TBSテレビ、2019年8月12日放送）
- まちプリ[41] (RKB毎日放送、水曜日コメンテーター)
- COOL JAPAN〜発掘!かっこいいニッポン〜[42]（NHK、2023年3月19日放送）
- 世界が絶賛!日本がすごいもの (テレビ東京 2023年5月5日)
- マツコの知らない世界[43]（TBS、2023年10月17日放送）

### 新聞コラム
- 西日本新聞生活面「アンちゃんの日本GO!」隔週金曜日掲載（2018年1月～）

### 各種サイト
- アルク学習サイト GOCHA![44]
- KADOKAWA Study Walker[45]
- 東洋経済オンライン「ドリンクバーが英語じゃないって知ってる？」[21]

### YouTube
- TED×Fukuoka 登壇「世界観を知ると人は変わる」（2018年1月27日）[8]
- TED×Fukuoka 登壇「若者の可能性を引き出す魔法」（2020年12月12日）[46]
- アンちゃんのことばカフェ（アン・クレシーニ公式Youtubeチャンネル）[47]
- Anne Tube（宗像市公式Youtubeチャンネル内）[48]
- アンちゃんのオモシロニッポン（COLT株式会社製作）[49]
- アンちゃんのワンフレーズ英会話（COLT株式会社製作）[50]

### ブログ
- バイリンガルブログ「アンちゃんから見るニッポン」（2017年6月 - ）[51]

## 著作

### 単著
- Anne Crescini, Driving Me Crazy about It -- Reflections of an American in Japan, Createspace, 2012. ISBN 9781481147729
- Anne Crescini, Bathhouses and Bodybags -- And 98 Other Things You Need to Know about Japan, Createspace, 2013. ISBN 9781492217329
- アン・クレシーニ著『ウィークソース 私の人生。イエス様の御力。私達の物語。』2017年 ISBN 9781542588867
- アン・クレシーニ著『バリバリウケる! ジャパングリッシュ』アルク、2018年。
- アン・クレシーニ著『ペットボトルは英語じゃないって知っとうと!?』ぴあ、2018年。ISBN 9784835638843
- アン・クレシーニ著『即使える《病院英語》ハンドブック』アルク、2018年。
- アン・クレシーニ著『「カタカナ」英語を「通じる」英語へ』アルク、2019年
- アン・クレシーニ著『この日本語バリバリ英語にしにくいバイ！「ビミョー」は英語にどう訳す？』アルク、2019年
- アン・クレシーニ著『アンちゃんの日本が好きすぎてたまらんバイ!』合同会社リボンシップ、2021年。 ISBN 978-4434289316
- アン・クレシーニ著『なぜ日本人はupsetを必ず誤訳するのか ～英語のフレームで考えるということ～』　　アルク、2023年。ISBN 978-4757440425

### 共著
- アン・クレシーニ、宮本隆治 著『教えて！宮本さん 日本人が無意識に使う日本語が不思議すぎる！』サンマーク出版、2020年 ISBN 9784763138095